# 罕慎
罕慎（？—1488年），明朝哈密国忠顺王，把塔木儿之子。畏兀儿人。
成化八年（1472年），袭封其父右都督，弩温答失里还是掌握实权，哈密政令无所出。吐鲁番汗国速檀阿力击破哈密，弩温答失里被俘，金印被夺。哈密卫迁到苦峪（今甘肃省敦煌市东北）。成化十八年（1482年），罕慎率领哈密卫、罕东卫、赤斤蒙古卫万人，攻克哈密城，再连克八城，恢复故土。升为左都督。弘治元年（1488年），明孝宗命他为忠顺王。同年，吐鲁番汗国速檀阿黑麻以他不是蒙古人（元太祖后裔），假装与他结亲，把他诱杀。